# Minister za kmetijstvo Italijanske republike
Minister za kmetijstvo prehrano in gozdarstvo Italijanske republike (italijansko Ministero delle Politiche Agricole Alimentari e Forestali) je na čelu ministrstva, ki udejstvuje vladno politiko v zvezi s kmetijstvom, gozdarstvom, prehrano in ribolovom. Ker so ta področja že podrobno urejena z deželnimi in pokrajinskimi zakoni, je glavna funkcija tega ministrstva predvsem tesno sodelovanje z Evropsko unijo in predstavništvo Italije v Evropski komisiji in v Evropskem parlamentu.
Glavne pristojnosti ministrstva so:
- skrb za prehrambno kakovost in varnost; preprečevanje in kaznovanje prehrambnih ponarejanj;
- nadzor nad mednarodnim trgovanjem z živili;
- nadzor nad ribolovom in ribogojstvom; sodelovanje z ministrstvom za infrastrukture za preprečevanje prekrškov pri ribištvu in ribogojstvu;
- razvoj in specializacija kmetijstva; razvoj agroalimentarnih industrij;
- nadzor nad ustanovami in posamezniki za spoštovanje evropskih predpisov v zvezi s kmetijstvom, gozdarstvom in prehrano:
- nadzor nad povpraševanjem prispevkov Evropske unije; nadzor nad njihovo uporabo;
- poveljstvo Državnega gozdarskega korpusa (Corpo Forestale dello Stato), to je policije, ki ščiti naravo in ekosisteme;
- poveljstvo posebnega odseka karabinjerjev (hierarhično pod okriljem obrambnega ministrstva), ki nadzira porabo evropskih sredstev in trgovino z živili.

Ministrstvo za kmetijstvo prehrano in gozdarstvo ima sedež v Rimu. Trenutna ministrica je Nunzia De Girolamo.